# Naoya Tamura
Naoya Tamura (født 20. november 1984) er en japansk fodboldspiller, som spiller for den japanske fodboldklub Tokyo Verdy.